# Metriocnemus longicostalis
Metriocnemus longicostalis är en tvåvingeart som beskrevs av Edwards 1931. Metriocnemus longicostalis ingår i släktet Metriocnemus och familjen fjädermyggor. Inga underarter finns listade i Catalogue of Life.